# Marpa
- Portal:Budismo. Contenido relacionado con Budismo.

Marpa Lotsawa (1012-1097), o Marpa el traductor fue un maestro Budista Tibetano que llevó la transmisión de las enseñanzas Budistas al Tíbet desde la India, incluyendo las enseñanzas y los linajes de Vajrayāna y el Mahamudra.

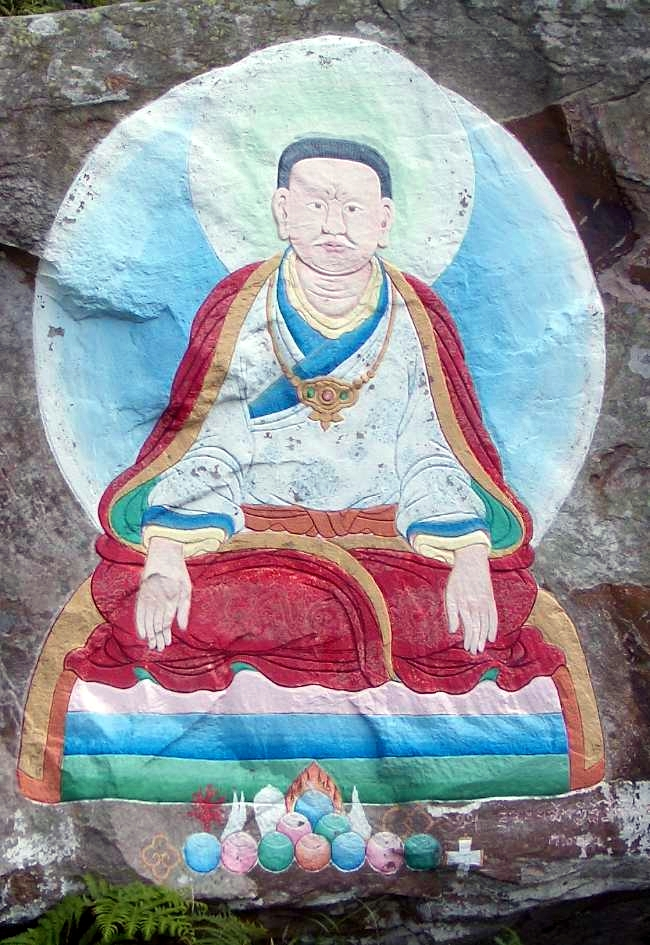
Pintura tradicional de Marpa en una roca.

## Nacimiento y Juventud
Marpa nació cerca del inicio del Chidar y recibió con entusiasmo instrucciones en India. Aunque se convirtió en un gran maestro y realizador budista (yogui), Marpa nunca fundó ni se unió a ninguna institución budista, en vez de esto escogió permanecer casado, como un comerciante y terrateniente.
Nacido como Marpa Chökyi Lodrö, en Lhodrak Chukhyer al sur del Tíbet, de una familia acaudalada, comenzó a estudiar desde muy joven pero era salvaje e indomable comparado con otros niños. Marpa recibió por primera vez enseñanzas durante tres años en Mangkhar con Drokmi Shakya Yeshe y aprendió a fondo el Sánscrito. Decidió viajar a la India para estudiar con los renovados maestros budistas de la India. Marpa regresó a su hogar en Lhodrak y convirtió toda su herencia en oro para poder financiar sus viajes y hacer ofrendas a los maestros.

## Viajes
Marpa primero viajó a Nepal donde estudió con Paindapa y Chitherpa, dos famosos estudiantes de Naropa. Paindapa acompañó luego a Marpa a Pullahari, cerca de la Universidad de Nalanda, donde enseñaba Naropa. Marpa dedicó doce años a estudiar con Naropa y otros grandes gurúes de la India. Luego de doce años emprendió su viaje a Tíbet para enseñar y continuar con sus actividades del dharma.
Marpa viajó dos veces más a la India y Nepal a estudiar con Naropa y otros grandes maestros incluyendo a Maitripa. En su tercera visita a la India, Naropa era conocedor de las prácticas tántricas, las cuales eran difíciles de obtener. Sin embargo finalmente Marpa lo encontró y recibió las enseñanzas e instrucciones de Naropa. Fue cuando Naropa profetizó que una familia de linajes iba a continuarse, no de Marpa, sino de sus discípulos. Marpa había recibido la completa transmisión, así que Naropa formalmente declaró a Marpa su sucesor, aunque tenía otros discípulos de importancia como Paindapa, Chitherpa, Shri Shantibhadra o Kukuripa, y Maitripa. 

### Contribución al Budismo Tibetano
A su regreso al Tíbet, Marpa dedicó varios años a traducir las enseñanzas Budistas, haciendo así una de las mayores contribuciones a la transmisión de las enseñanzas del Buda en Tíbet. Marpa continuó practicando y dando enseñanzas a muchos estudiantes en Tíbet. Luego de su tercera visita a la India Milarepa se volvió su discípulo, quién heredó completamente su linaje. Marpa vivió con su esposa Dakmema y sus hijos en Lhodrak al sur del Tíbet.